# Alligator Fontaine
Alligator Fontaine (* 1988,  † 2018) war ein ehemals international erfolgreiches Springpferd und Deckhengst der Rasse Selle Français.

## Sport
Unter Michel Robert gewann Alligator Fontaine acht- und neunjährig Springen in Blaye, Dublin, Dinard, Deauville, Hickstead, Gijón, Jardy, Jerez, Paris-Champ de Mars und La Baule.
Danach wurde er von Éric Navet geritten, gewann mit ihm Springen in Cannes, Deauville, Caen, Paris-Bercy, Modena, Genèce, Jardy, Bordeaux, La Baule und Vichy.
1999 wurde er französischer Meister.

## Zucht
1994 trat er erstmals als Deckhengst in Aktion.
Sein erfolgreichstes Kind ist die Stute Jalisca Solier, die international mit Steve Guerdat Siege feiert:
2006 gewann das Paar den Großen Preis von Genf. 2007 siegten sie im Weltcup in Vigo. 2008 wurden sie bei den Olympischen Spielen in Beijing neunte im Einzel und gewannen mit der Mannschaft Bronze. Bei der EM 2009 gewannen sie Teamgold und siegten 2010 beim Top Ten Rolex Finale in Genf.
Weitere Kinder sind u. a.:
- Imperial Fontenelle (* 1996)
- Igator de L’Abbaye (* 1996)
- Icéne du Banney (* 1996)
- Izoard (* 1996)
- Icare de Boisy (* 1996)
- Hyla Fontaine (* 1995)
- Isba du Taillis